# Prosopographia Attica
La Prosopographia Attica (a menudo abreviada como PA) es una prosopografía latina escrita por el epigrafista alemán Johannes Kirchner. Contiene 15 588 biografías breves de todos los habitantes de la Antigua Atenas que vivieron antes y durante la época de Augusto. 
La PA se publicó entre 1901 y 1903 en dos volúmenes. Fue ampliada en 1910 con el suplemento Nachträge zur Prosopographia Attica por Johannes Sundwall. 
Los volúmenes están disponibles en Internet Archive:
- I volumen (archive.org)
- II volumen (archive.org